# Chamaeranthemum durandii
Chamaeranthemum durandii är en akantusväxtart som beskrevs av Emery Clarence Leonard. Chamaeranthemum durandii ingår i släktet Chamaeranthemum och familjen akantusväxter. Inga underarter finns listade i Catalogue of Life.